# 史蒂夫·谢泼德
史蒂夫·谢泼德（英語：Steve Sheppard，1954年3月21日—），生于纽约市，美国前男子篮球运动员。他曾代表美国获得1976年夏季奥运会篮球比赛男子金牌。他于1977年参加了NBA选秀，被芝加哥公牛选中。